# 彼得里夫卡 (尼任區)

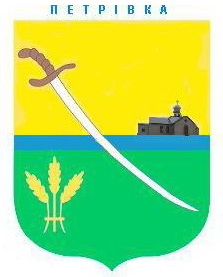
盾徽

彼得里夫卡（烏克蘭語：Петрівка）是位於烏克蘭北部切爾尼戈夫州尼任區的博布羅維察市鎮内的村莊。該村始建於1590年，面積5.04平方公里，海拔高度127米，2006年人口955，人口密度每平方公里189.6人。